# Perdita snowii
Perdita snowii är en biart som beskrevs av Cockerell 1896. Perdita snowii ingår i släktet Perdita och familjen grävbin. Inga underarter finns listade i Catalogue of Life.